# Seleção Taitiana de Futebol Sub-20
A Seleção Taitiana de Futebol Sub-20, também conhecida por Taiti Sub-20, é a seleção taitiana de futebol formada por jogadores com idade inferior a 20 anos.